# Maio (municipalité du Cap-Vert)
Pour les articles homonymes, voir Maio.
La municipalité de Maio est une municipalité (concelho) du Cap-Vert. C'est la seule municipalité de l'île de Maio, dans les îles de Barlavento. Son siège se trouve à Vila do Maio.

## Population
Lors du recensement de 2010, la municipalité comptait 6 952 habitants.

## Personnes liées à la Municipalité
La personnalité politique cap-verdienne Joana Rosa, ancienne cheffe du groupe parlementaire du MPD et ministre de la justice du VIIIème gouvernement est native de cette municipalité.